# Kebon Padangan
Kebon Padangan is een bestuurslaag in het regentschap Tabanan van de provincie Bali, Indonesië. Kebon Padangan telt 2772 inwoners (volkstelling 2010).